# Андрієвський Олександр Петрович
Олекса́ндр Петро́вич Андріє́вський (25 червня 1994, Київ, Україна) — український футболіст, півзахисник житомирського «Полісся». Грав за збірну України.

## Кар'єра

### Ранні роки
Олександр Андрієвський народився 25 червня 1994 року в Києві ). Розпочав займатись футболом в ДЮСШ «Атлет» (Київ). Перші тренери — Дмитро Костянтинович Мурашенко та В'ячеслав Ігорович Алейнічев. Через рік батько відвіз Олександра в дитячу школу київського «Динамо», де юнак провів сім років під керівництвом багатьох тренерів, зокрема Сергія Процюка та Олександра Петракова.
У 14 років повернувся в «Атлет». У ДЮФЛ виступав за «Динамо» (Київ), «Атлет» та «Металіст» (Харків).

### «Металіст»

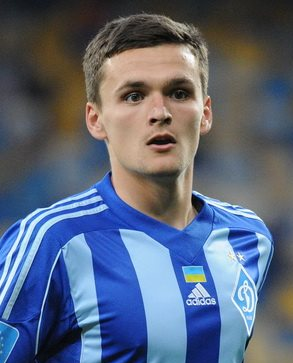
Олександр Андрієвський під час виступів за «Динамо». 20 травня 2015 року.

З літа 2011 року виступав за молодіжну команду «Металіста», де був багаторічним лідером; його запрошували на збори першої команди. В Українській Прем'єр-лізі дебютував 10 травня 2012 року в матчі проти полтавської «Ворскли» (2:2), вийшовши на заміну на 80 хвилині замість Марлоса. Попри це, Олександр продовжив грати в харківській молодіжній команді й вдруге за основну команду зіграв аж через рік, 26 травня 2013 року в матчі чемпіонату проти львівських «Карпат» (1:1), де вийшов за сім хвилин до завершення замість Хосе Соси. У наступному сезоні 2013/14 знову грав виключно за молодіжну команду «Металіста».
Улітку 2014 року його віддали в оренду в першоліговий «Гірник-Спорт». У першому ж матчі за плавнівців йому вдалося забити дебютний м'яч своєї команди в першій лізі. Всього за пів року в 16 матчах чемпіонату Олександр забив 5 м'ячів та віддав 4 результативні передачі. За це по завершенні оренди отримав компліменти від головного тренера Ігоря Жабченка, а також потрапив в список 33 найкращих гравців за підсумками першого півріччя першої ліги 2014/15 за версією сайту football.ua.
На початку 2015 року повернувся в «Металіст», але в заявку команди не потрапив і 9 лютого після завершення контракту на правах вільного агента покинув клуб. Після цього гравцем цікавився клуб прем'єр-ліги «Олімпік» (Донецьк), а також київське «Динамо».

### «Динамо»
У березні 2015 року підписав контракт на 3,5 роки з київським «Динамо». Футболіст дебютував за «Динамо» в контрольному матчі проти полтавської «Ворскли» (1:1), який відбувся 27 березня, вийшовши на заміну на 75-й хвилині замість Юнеса Беланда.
У липні 2016 року на умовах оренди став гравцем одеського «Чорноморця», де провів весь наступний сезон, після чого знову грав на правах оренди — за «Зорю» (Луганськ).
Після повернення влітку 2018 року до «Динамо» його стали залучати до матчів першої команди, але виходив на поле нерегулярно, здебільшого підміняючи основних гравців центра поля з тих чи інших причин.

### Збірна
З 2011 року грав за юнацькі збірні України різних вікових категорій. Також викликався Сергієм Ковальцем до молодіжної збірної України.
10 листопада 2017-го року дебютував у складі національної збірної України в товариському матчі проти Словаччини (2:1).

## Досягнення
- Чемпіон України (2): 2014/15, 2020/21
- Срібний призер чемпіонату України (3): 2012/13, 2018/19, 2019/20
- Бронзовий призер чемпіонату України: 2011/12
- Володар Кубка України (2): 2014/15, 2019/20
- Володар Суперкубка України (3): 2018, 2019, 2020